# アーロンチュパ
アーロン・マイケル・エクバーグ（Aron Michael Ekberg、1991年3月30日 - ）は、アーロンチュパ（Aronchupa）の名前で知られる、スウェーデンのDJ、音楽プロデューサー、レーベルオーナーである。
元々はスウェーデンのエレクトロヒップホップグループ、アルバトロスのメンバーの一人である。

## バイオグラフィー
スウェーデン南部の地方都市、ボロースに生まれる。現地ではサッカーが盛んであり、幼少期は現地のチームでゴールキーパーをしていたと言う。そこで現メンバーと出会うと共に、2012年にアルバトロスを結成。ソニー・ミュージックと契約を交わす。2013年8月に、自身のグループ名を冠したシングル"Albatraoz"を発表。スウェーデンのシングルチャートで最高36位を記録し、また同曲は19週にわたってチャートインし、最終的にプラチナ・ディスクに輝いている。2014年4月には、2曲目のシングル"Arriba"を発表したが、これは不発に終わると共に、一旦アルバトロスは活動を休止。同年8月に、アーロンがソロで、妹のノラ・エクバーグをヴォーカルに起用した、"I'm An Albatraoz"を発表。同曲はスウェーデンとデンマークで1位に輝くと共に、ドイツ、オーストリア、ノルウェー、フィンランド、オランダ、オーストラリア各国のシングルチャートでTOP10に入るヒットとなった。